# Guś-Żeleznyj
Guś-Żeleznyj – osiedle typu miejskiego w Rosji, w obwodzie riazańskim. W 2010 roku liczyło 2115 mieszkańców.